# LATAM Brasil
LATAM Airlines Brasil, anteriorment TAM Linhas Aéreas, és la marca brasilera de LATAM Airlines Group. Té la seu a São Paulo i es tracta de la principal aerolínia del país. En la seva forma actual, fou fundada el 4 de maig del 2016. A juliol del 2019, tenia una flota mixta de 154 avions d'Airbus i Boeing, així com comandes per a 60 Airbus més. Des del 2014 pertany a l'aliança d'aerolínies Oneworld.